# Allegationes
Die Allegationes (lat. Rechtfertigungen) sind eine kurze Denkschrift, die von Francesc Eiximenis zwischen 1398 und 1408 in Valencia in lateinischer Sprache geschrieben wurde. Der Gelehrte Albert Hauf schrieb sie ab und veröffentlichte sie 1986.

## Anlass
Zwischen 1398 und 1408 gab es in Valencia einen Konflikt zwischen Kirche und Staat um die Rechtsstellung der Kleriker. Die Justícia (Rechtsbehörde) des Königreichs Valencia befahl, die öffentlich gezeigten Waffen der Kleriker einzuziehen. Der Bischof von Valencia, Hug de Llupià (ein enger Freund von Eiximenis, dem dieser schon sein Pastorale gewidmet hatte), forderte, die Kleriker nach dem Kirchenrecht zu behandeln, das ihnen den Waffenbesitz verbot. Er verlangte, die von Klerikern eingezogenen Waffen selbst zu sammeln. Es gab einen weiteren Streit zwischen dem Großmeister des Ordens von Montesa und dem König von Aragón. Mit dem Ziel, diese Zwistigkeiten beizulegen, wurde ein Schiedsverfahren eingeleitet. Sechzehn führende Persönlichkeiten des Königreichs Valencia wurden um eine Stellungnahme gebeten. Die Mehrheit von ihnen waren Juristen, aber es gab auch einige Kleriker, darunter Eiximenis. Dessen Beitrag zum Schiedsverfahren erhielt von Eiximenisforschern den Namen Allegationes. Das Gutachten muss vor 1409 geschrieben worden sein, da Eiximenes im April dieses Jahres in Perpignan starb.

## Inhalt
Eiximenes verteidigt unter Anführung zahlreicher Autoritäten die Gerichtshoheit der Kirche auch in temporalibus. Das Dokument ist ein bedeutsamer Beleg für Eiximenis’ theokratisches Denken. Die von ihm in diesem Werk entwickelten Argumente für die Unterstützung päpstlicher Theokratie wiederholte er oft in anderen Schriften. Eine ähnliche Argumentation bietet er etwa in den Abschnitten 75–81 und 234 des Ersten Buchs von Crestià oder im vierten Teil (Abschnitte 396–466) des Zwölften Buchs von Crestià.
Unter den von ihm angeführten Argumenten und Autoren müssen die folgenden hervorgehoben werden:
- die Bulle Unam Sanctam von Papst Bonifatius VIII.
- De consideratione von Bernhard von Clairvaux
- De sacramentis von Hugo von St. Viktor
- Liber de personis ecclesiasticis von Isidor von Sevilla
- die Konstantinische Schenkung
- der Kanonist Henricus de Segusio (als Kardinal Hostiensis genannt) in verschiedenen seiner  Werke.

Um seine Argumentation zu unterstützen, erzählt Eiximenis am Ende, wie viele Kaiser und Könige von Gott bestraft worden seien, weil sie die Kirche angegriffen und verfolgt hätten. Am Ende der Liste gibt es einen Monarchen, den Eiximenis am heftigsten ablehnt: Friedrich II. Die negative Beurteilung dieses Kaisers durch Eiximenis in allen seinen Werken war besonders heikel, weil die Könige von Aragón Nachkommen Friedrichs II. aus der Ehe seiner Enkelin Konstanze von Sizilien mit Peter III. von Aragón waren.